# غرب‌وزان

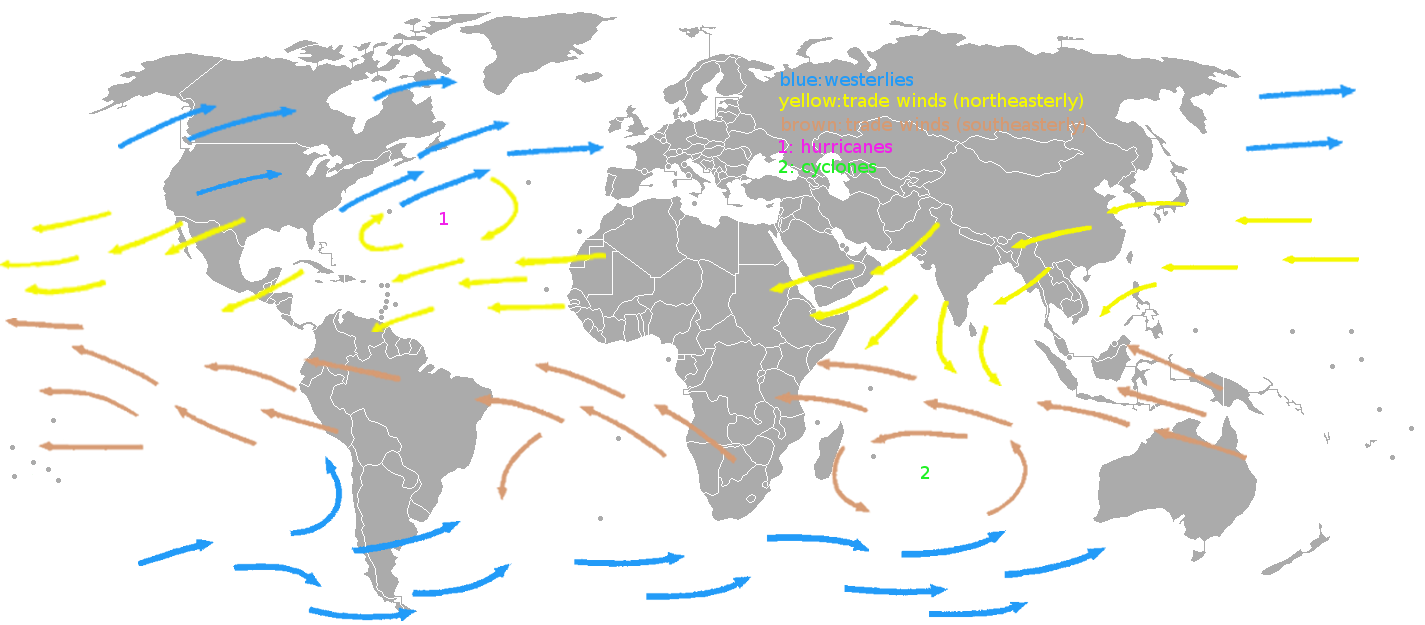
بادهای غرب‌وزان (آبی) و بادهای بسامان (زرد).

باد بیش‌وز یا باد غالب غرب به شرق به‌ویژه متمرکز در عرض‌های میانی هردو نیم‌کره را غرب‌وَزان (westerlies) می‌گویند.
این بادها بین عرض‌های ۳۵ و ۶۰ درجه شمالی و جنوبی قرار دارند و در نیمکره شمالی از جهت جنوب غربی و در نیمکره جنوبی از جهت شمال غربی می‌وزند. در داخل کمربند بادهای غرب‌وزان، بادها از تمام جهات می‌وزند، اما اجزاء غربی مشخصاً غلبه دارند. توفان‌های چرخندی که به سرعت در حرکتند در این کمربند معمول است.